# Kitty Marx-Steinschneider
Kitty Marx-Steinschneider, geborene Kitty Marx (* 3. Januar 1905 in Königsberg; † 15. November 2002 in Jerusalem), war eine deutsche Literaturwissenschaftlerin, die 1933 nach Palästina emigrierte. Sie war eine enge Vertraute von Gershom Scholem und Walter Benjamin und die Nichte von Samuel Agnon, mit dessen Übersetzer, Karl Steinschneider, sie seit 1933 verheiratet war. In Palästina und später Israel arbeitete sie als Übersetzerin und in verschiedenen Ministerien.

## Leben
In ihrem ihrer Dissertation beigefügten Lebenslauf stellte sich Kitty Marx als Tochter des Bankdirektors Hermann Marx und seiner Frau Emma, geborene Rosenblatt, vor. Sie habe die Gymnasiale Studienanstalt der Königin-Luise-Schule besucht und dort Ostern 1924 das Abitur abgelegt. Dem schloss sich ein Studium der neuen Sprachen und des Griechischen an, ab dem Wintersemester 1929 auch der Semitischen Philologie. Studiert habe sie an den Universitäten Königsberg, Heidelberg, Berlin und Freiburg. Sie nennt mehrere Professoren als ihre Lehrer und dankt vor allem Friedrich Brie „für seine Anregung und gütige Förderung“.
Kittys Vater Hermann (1873–1959) war in der Nachfolge seines Vaters George Marx Direktor der von diesem gegründeten Norddeutschen Creditanstalt, die 1917 in der Deutschen Bank aufging. Seine Schwester Esther war seit 1920 mit Samuel Agnon verheiratet, und sein Bruder war der Historiker, Judaist, Bibliograf und Bibliothekar Alexander Marx (1878–1953).
Nach Avner Falk war Kitty Marx das dritte von fünf Geschwistern des Ehepaares Hermann und Emma Marx und habe in ihrer Jugend Palästina besucht.:S. 89; S. 215
Es gibt nicht sehr viele direkte Hinweise auf Kitty Marx-Steinschneiders Leben und Wirken. Ihr Name findet aber häufig Erwähnung im Zusammenhang mit Samuel Agnon und in den Briefen von Gershom Scholem und Walter Benjamin. Zwischen Benjamin, den Marx-Steinscheider Anfang 1933 auf Vermittlung von Scholem kennengelernt hatte, und Scholem fungierte sie öfter auch als eine Art Vermittlerin.

### Kitty Marx-Steinschneider im Umfeld von Josef Agnon
Ein immer wiederkehrender Topos ist die auch von Avner Falk wiederholte Behauptung, Kitty Marx sei die Lieblingsnichte von Agnon gewesen:S. 89 Worin sich das zeigte, wird nicht ausgeführt, doch kann als sicher unterstellt werden, dass die Beziehungen von Kitty Marx zu Agnon aufgrund der Beziehungen zwischen ihm und Kittys Tante Esther wesentlich früher eingesetzt haben, als die zu Scholem oder gar zu Benjamin. Ende Februar 1930 reiste Agnon von Palästina aus zusammen mit einem Bekannten nach Europa und traf am 3. März 1930 seine Nichte in Freiburg. Falk zitiert einen Brief Agnons an seine in Palästina verbliebene Frau, in dem er ihr mitteilte, „dass sich Kitty seit ihrem Besuch in Jerusalem verbessert habe: Sie sei sehr ausgewogen“. Offenbar fiel dieser Besuch in Freiburg zusammen mit Kittys Abschied aus ihrem letzten Studienort, denn Avner berichtete weiter, sie habe zum Ende dieses Besuchs zusammen mit Agnon und anderen den Zug in Richtung Berlin bestiegen, „wo sie künftig leben und arbeiten wollte“.:S. 215 Mitte Juni 1931 besuchte Agnons Fau Esther, die mittlerweile in Deutschland weilte, ihre Nichte in Berlin.:S. 261
Nachdem Kitty Marx und Karl Steinschneider Anfang 1933 nach Palästina eingewandert waren und geheiratet hatten, heißt es bei Falk, sie hätten sich zunächst in Rehovot niedergelassen und seinen in engem Kontakt mit Esther und Samuel Agnon geblieben. Anfang 1940 boten die Steinschneiders „Agnon, wahrscheinlich auf Esthers Betreiben hin, die vorübergehende Nutzung ihres Hauses in Rehovot […] an. Agnon nahm das Angebot an; er verließ Jerusalem und zog nach Rehovot“. Ob die Steinscheiders da schon nach Jerusalem übersiedelten, oder erst später, ist bei Falk nicht näher erläutert. Den Eltern von Kitty Marx-Steinschneider war inzwischen auch die Flucht nach Palästina gelungen; sie lebten in Ramat Gan.:S. 380
Am 10. Januar 1967 gehörte Kitty Marx-Steinschneider zusammen mit ihrem Mann zu den Gästen eines Empfangs, den der israelische Außenminister Abba Eban zu Ehren Agnons und dessen Gewinn des Nobelpreises für Literatur gegeben hatte.:S. 571

### Gershom Scholem – Kitty Marx – Walter Benjamin
Kitty Marx lernte zuerst Gershom Scholem kennen. In einem Katalog des auf den Handel mit Autographen spezialisierten Auktionshauses J. A. Stargardt wird diese Erstbegegnung auf den 25. Juni 1927 in Oxford datiert.:S. 19 Dies stimmt allerdings nicht mit dem Nachruf von Thomas Sparr überein, der schrieb, dass Scholems Mutter Betty Kitty Marx bereits 1926 als „das reizend Fräulein Marx“ bezeichnet habe. Da Scholem bereits 1923 nach Palästina ausgewandert war, bleibt offen, wo und wann sich die beiden kennengelernt haben. Ebenso unbekannt ist, wo eine Begegnung der beiden am 11./12. Oktober 1932 stattgefunden hat. Auf sie verweist eine Widmung Scholems in einem für Kitty Marx bestimmten Buch.:S. 18
Über die aus den Begegnungen zwischen Marx und Scholem erwachsene Beziehung hieß es in einem FAZ-Artikel von Friedrich Niewöhner aus Anlass von Kittys Tod, „daß die Beziehung Scholems zu Frau Steinschneider die „größte Leidenschaft“ in Scholems Leben war“. Erst in einem Tagebucheintrag vom 25. November 1934, so Niewöhner, habe Scholem sich eingestanden, dass diese Beziehung für ihn keine Zukunft mehr habe. Zu diesem Zeitpunkt war Kitty Marx bereits seit etwa eineinhalb Jahre mit Karl Steinschneider verheiratet und lebte mit ihm in Rechovot – in einer Einbahnstraße, wie sich Scholems Hochzeitsgeschenk für „Karl und Kitty bei ihrer Einfahrt“ interpretieren lässt: ein Exemplar von Benjamins 1928 erschienenem Buch Einbahnstraße, versehen mit einem dem Paar gewidmeten Gedicht, dessen erste Zeilen lauten: „Ob dies das Landschaftsbild der Einbahnstraße ist,//die Ihr durchlaufen wollt?//Ich darf es wohl bezweifeln; Aber wißt//wohin Ihr sollt.“:S. 19
Doch auch wenn Scholem in dem von Niewöhner zitierten Tagebucheintrag schrieb „Und es war das wahrste Gefühl, das ich gehabt habe. Aber es ist tot, und nichts hat Liebe hier in Freundschaft verwandeln können.“, so entstand mit der Zeit doch noch eine lang anhaltende Freundschaft zwischen den beiden, die auch zu gemeinsamen Projekten führte. 1970 arbeiteten sie zusammen bei der ersten Ausgabe von Walter Benjamins Berliner Chronik. Scholem, der als Herausgeber fungierte, schrieb in seinem Nachwort:

„Die Entzifferung des Manuskripts bot beträchtliche Schwierigkeiten und setzte eine genaue Vertrautheit mit Benjamins Ausdrucksweise nicht weniger als mit seiner Schrift voraus. Ich habe meiner Freundin Frau Dr. Kitty Steinschneider für ihre unschätzbare Hilfe bei der Entzifferungsarbeit zu danken, ohne die die vorliegende Ausgabe kaum hätte zustande kommen können.“

Diese Vertrautheit mit Benjamins Schrift und Ausdrucksweise hatte Kitty Marx Scholem zu verdanken. Im Stargardt-Katalog hieß es dazu:

„Auf Drängen Gershom Scholems hatte die junge Philologin Benjamin kurz vor dessen Emigration im März 1933 in Berlin aufgesucht, und rasch wurde sie zu einer Mittlerin zwischen den Freunden, die sich im Philosophischen einander entfremdeten.:S. 14“

Diese Begegnung am 28. Februar 1933 zwischen Kitty Marx und Walter Benjamin in dessen Berliner Wohnung:S. 402 fand jedoch nicht nur kurz vor Benjamins Emigration statt, sondern auch vor der von Kitty Marx. Sie schiffte sich am 16. März 1933 zusammen mit ihrem künftigen Ehemann und dessen Bruder von Brindisi aus in Richtung Palästina ein. Die Beziehung zu Benjamin riss dadurch aber nicht ab.

„Benjamin verstand sich mit ihr auf Anhieb sehr gut, auch schien dies auf Gegenseitigkeit zu beruhen. […] Mit einem ironisch flirtenden Briefwechsel erhielten sie über die nächsten fünf Jahre eine herzliche Freundschaft aufrecht.“

Für Benjamin, der sich 1933 für einige Monate nach Ibiza begeben hatte, gehörte Kitty Marx-Steinschneider in dieser Zeit neben Scholem und Gretel Karplus, der späteren Gretel Adorno, zu seinen wenigen regelmäßigen Korrespondenzpartnerinnen.:S. 543 Sie hatte in dieser Zeit Benjamin auch zu einem Besuch bei ihr und ihrem Mann in Rechovot eingeladen, wollte gar einen Teil der Reisekosten beisteuern. Benjamin aber kam der Einladung nicht nach, vermutlich deshalb nicht, weil er sich für sich keine Arbeitsmöglichkeiten in Palästina vorstellen konnte.:S. 544
Auf der Rückreise von einem Aufenthalt in den USA traf sich im Spätsommer 1935 das Ehepaar Steinschneider in Paris mit Walter Benjamin, was unmittelbare Folgen für die Vollendung von dessen Schrift Das Kunstwerk im Zeitalter seiner technischen Reproduzierbarkeit hatte.
In den beiden unten aufgeführten Editionen von Benjamins Briefen stammt der letzte Brief von ihm an Kitty Marx-Steinschneider vom 20. Juli 1938. Benjamin befand sich zu diesem Zeitpunkt in Dänemark und wohnte in direkter Nachbarschaft von Bertolt Brecht. Der vorhergegangene Brief von Kitty an Benjamin, auf den Benjamin Bezug nahm, ist nicht dokumentiert. In der englischen Ausgabe ist ein Brief Benjamins an Scholem vom 8. April 1939 enthalten, geschrieben aus Paris. Darin erörtert Benjamin erneut die Möglichkeit, nach Palästina zu übersiedeln und geht dabei auch auf ein früheres Angebot von Kitty Marx-Steinschneider ein.

„Die Dokumente, mit denen ich reise, sind die französischen Ausweispapiere für réfugiés provenants d'Allemagne [Flüchtlinge deutscher Herkunft], und diese gehen Hand in Hand mit der französischen Aufenthaltsgenehmigung. Sie werden von England anerkannt, und das ist eine ausreichende administrative Grundlage für ein Visum nach Palästina. Kitty Marx-Steinschneider hat sich vor einiger Zeit - das ist freilich schon lange her, und wer weiß, wie sich die Ereignisse in Europa auf sie ausgewirkt haben - bei unseren Gesprächen in Paris bereit gezeigt, mir den Aufenthalt in Palästina zu erleichtern. Ich selbst bin offensichtlich nicht in der Lage, an sie zu appellieren, da ich auf einen engagierten, von persönlichen Anliegen ungetrübten Brief, den ich ihr im letzten Sommer geschickt habe, keine Antwort von ihr erhalten habe.“

Warum Kitty Marx-Steinschneider, wie von Benjamin behauptet, den Briefkontakt zu ihm eingestellt hat, ist nicht überliefert.

### Kitty Marx und Karl Steinschneider
Kitty Marx wurde am 5. Juli 1930 erstmals von ihrem späteren Ehemann in einer Karte aus den USA an seinen Bruder Gustav erwähnt und ebenso in einem undatierten Brief von Karl an Gustav, in dem er auf die bevorstehende und oben schon zitierten Abreise Kittys aus Freiburg anspielt. In diesem Brief lässt Karl seinen Bruder Gustav hinsichtlich des Plans, seinen USA-Aufenthalt für einen Berlin-Besuch zu unterbrechen, wissen:

„So würde ich erst zu Mamas Geburtstag [23. September] kommen und über Winter bleiben. Ich habe einen Grund, der Dir nicht gefallen wird, darum aber umso mehr ausgesprochen werden muss. Es ist nämlich wahrscheinlich, dass meine Freundin Kitty um diese Zeit in Berlin sein wird (während sie über Sommer bestimmt noch in Freiburg ist) - und mir läge an dem Vergnügen zugleich mit ihr da zu sein.“

Weder diese Erwähnungen noch die wenigen folgenden in der Korrespondenz der Brüder geben Aufschluss darüber, wie die Beziehung zwischen Karl und Kitty entstanden war und wie sie sich bis zur gemeinsamen Dieser Besuch kam nicht zustande, und offenbar blieb auch die Verbindung zwischen Karl und Kitty recht locker, denn knapp ein Jahr später, am 7. Mai 1931, wandte sich Kitty Marx an Gustav Steinschneider und bat ihn, ihr die aktuelle Adresse von Karl Steinschneider mitzuteilen. Wie es zwischen dem weiter in den USA lebenden Karl, der immer nur mit Gustav gemeinsame Palästina-Pläne erörterte, und der in Deutschland lebenden Kitty Marx zu einer Verständigung über eine gemeinsame Zukunft in Palästina kam, ist nicht bekannt. Merkwürdiger ist in diesem Zusammenhang allerdings ein Brief von Kitty Marx an Gustav Steinschneider vom 14. Februar 1933, geschrieben also nur kurze Zeit vor der Ausreise nach Palästina. In dem auf einem Briefbogen des „Hilfsverein der Deutschen Juden“ in Königsberg verfassten Brief (dessen Briefkopf durchgestrichenen war, nicht aber die handschriftlich geänderte Absenderadresse) hieß es Karl betreffend:

„Lieber Gustav,
ich danke Ihnen sehr für Ihre Mitteilung. Ich bin ganz erschlagen, dass Karl schon kommt, während ich ihm immer noch schreiben wollte, aber schon wirklich nicht mehr wußte wohin.
Bei mir hat sich alles etwas verschoben. Ich werde am 26. oder 27. auf wenige Tage in Berlin sein & mich selbstverständlich dann bei Ihnen melden. Ich will erst gegen den 10. März von Neapel oder Brindisi abfahren, ev. läßt es sich arrangieren, dass wir zusammenfahren, allerdings bin ich auch in meinen Dispositionen nicht ganz frei, weil ich sehr wahrscheinlich mit jemand zusammenfahren werde, nach dem ich mich ev. extra richten muss. […] Grüssen Sie Karlchen tausendmal von mir, ich freue mich sehr, ihn so bald zu sehen, Ihnen selbst herzliche Grüße
Ihre Kitty“

Die Formulierung, dass sie in ihrer „Dispositionen nicht ganz frei [sei], weil ich sehr wahrscheinlich mit jemand zusammenfahren werde, nach dem ich mich ev. extra richten muss“, legt die Vermutung nahe, dass Kitty zu diesem Zeitpunkt keine gemeinsame Überfahrt nach Palästina zusammen mit den Steinschneider-Brüdern geplant hatte. Doch nur wenige Tage später, am 8. März 1933, teilte Karl seinem bereits in Richtung Süden abgereisten Bruder Gustav mit, dass er und Kitty sich mit Gustav in Brindisi treffen würden. Das Schiff für die gemeinsame Überfahrt nach Palästina werde am 16. März 1933 ablegen. Am 25. Juni 1933 fand in Jerusalem die Heirat zwischen Kitty Marx und Karl Steinschneider statt.:S. 19
Über die Folgejahre gibt es wenig, was über das hinausgeht, was über Kitty im Zusammenhang mit ihrem Mann bekannt wurde.
Auch Thomas Sparr trug in seinem Nachruf nur wenig zur Erhellung von Kittys Leben bei, berichtete aber, dass sie bis vor einigen Jahren jeden Vormittag in der Handschriftenabteilung der Jerusalemer Nationalbibliothek gearbeitet habe, da sie die einzige gewesen sei, die die Sütterlin-Schrift entziffern konnte. Er erwähnte, dass sie auch bei der Edition von Gershom Scholems Briefen geholfen habe, und dieser wiederum erwähnt nicht nur ihre Mitarbeit bei der Herausgabe von Benjamins Berliner Chronik, sondern ebenso ihre Mitwirkung bei der Herausgabe der Benjamin-Briefe. Er selber habe dafür unter anderem die Briefe von Benjamin an Kitty Marx-Steinschneider ediert.
Die Steinschneiders wohnten nach ihrem Umzug aus Rechovot nach Jerusalem nicht im deutschen Stadtteil Rechavia, sondern eine halbe Stunde Fußweg davon entfernt. Kitty Steinschneiders Wohnung habe aber „im Stil, im sparsamen Mobiliar, mit dem ausladenden Klavierflügel, der erlesenen Bibliothek“, ganz dem dort gepflegten Stil entsprochen.

„Sie war die wohl letzte Repräsentantin von Rechavia, jenes Jerusalemer Stadtteils, in den die Auswanderer aus Deutschland in den zwanziger und dreißiger Jahren zogen. Es war die Welt von Gershom Scholem, Ernst Simon, von Martin Buber und Hugo Bergmann, von Lea Goldberg, von Miriam und Shmuel Sambursky, von Else Lasker-Schüler. Von allen wusste Kitty Steinschneider zu berichten, aber auch von denen, die Jerusalem nicht erreicht hatten, weil ihnen der Weg innerlich verwehrt war, wie Walter Benjamin, oder von Außen versperrt, wie vielen Juden in Deutschland nach 1939.“

2017 erschien Sparrs Buch Grunewald im Orient: Das deutsch-jüdische Jerusalem, das vor allem dem Stadtteil Rechavia und dessen Bewohnerinnen und Bewohnern gewidmet ist. Dort stellt er Kitty Steinschneider zwar nicht auf eine Stufe mit den für sein Buchprojekt wichtigen „zwei Portalfiguren Gershom Scholem und Werner Kraft“:S. 171, aber er erinnerte sich dankbar an die vielen Gespräche, „die ich mit Kitty Steinschneider (1905-2002) über Rechavia und seine Bewohner geführt habe“.:S. 178 Und eher nebenbei erfährt man auch, dass Peter Szondi bei seinem Israel-Aufenthalt Anfang 1968 „einen ›Schweizer Abend‹ mit Friedrich Dürrenmatt und seiner Frau […] bei Scholems Freunden Karl und Kitty Steinschneider“ verbrachte.:S. 178

## Werke
- Das Nachleben von Piers Plowmann bis zu Bunyan’s. The Pilgrim’s Progreß (1678), Philosophische Dissertation, Freiburg im Breisgau 1931.